# Stanley Tretick

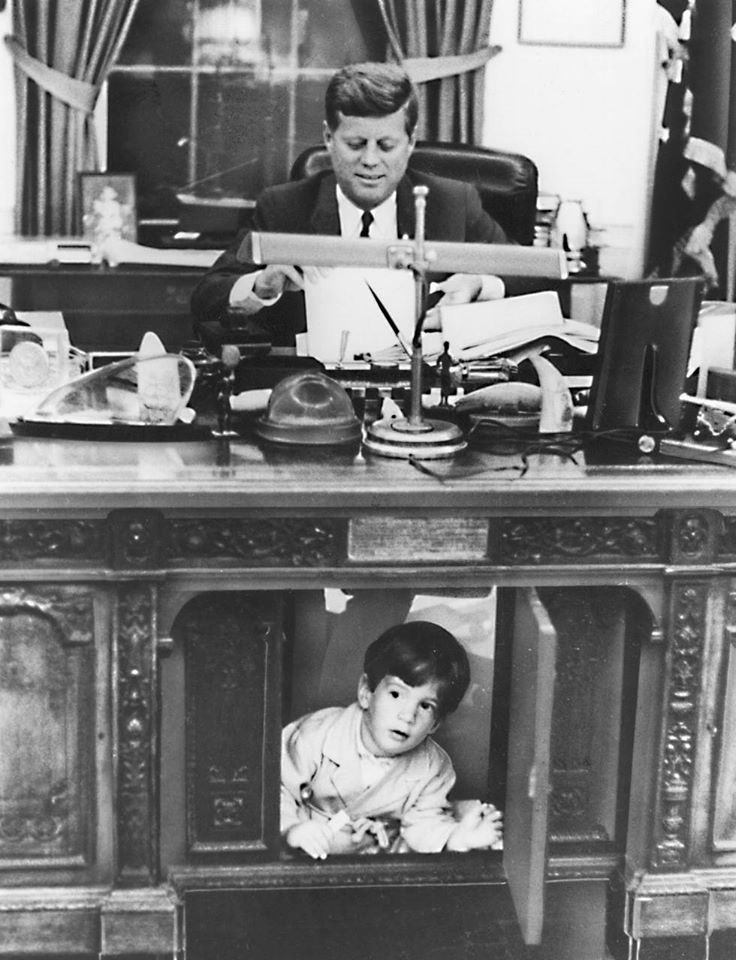
Nejznámější Tretickova fotografie malého Johna, jak vykukuje z pod pracovního stolu svého otce prezidenta Kennedyho

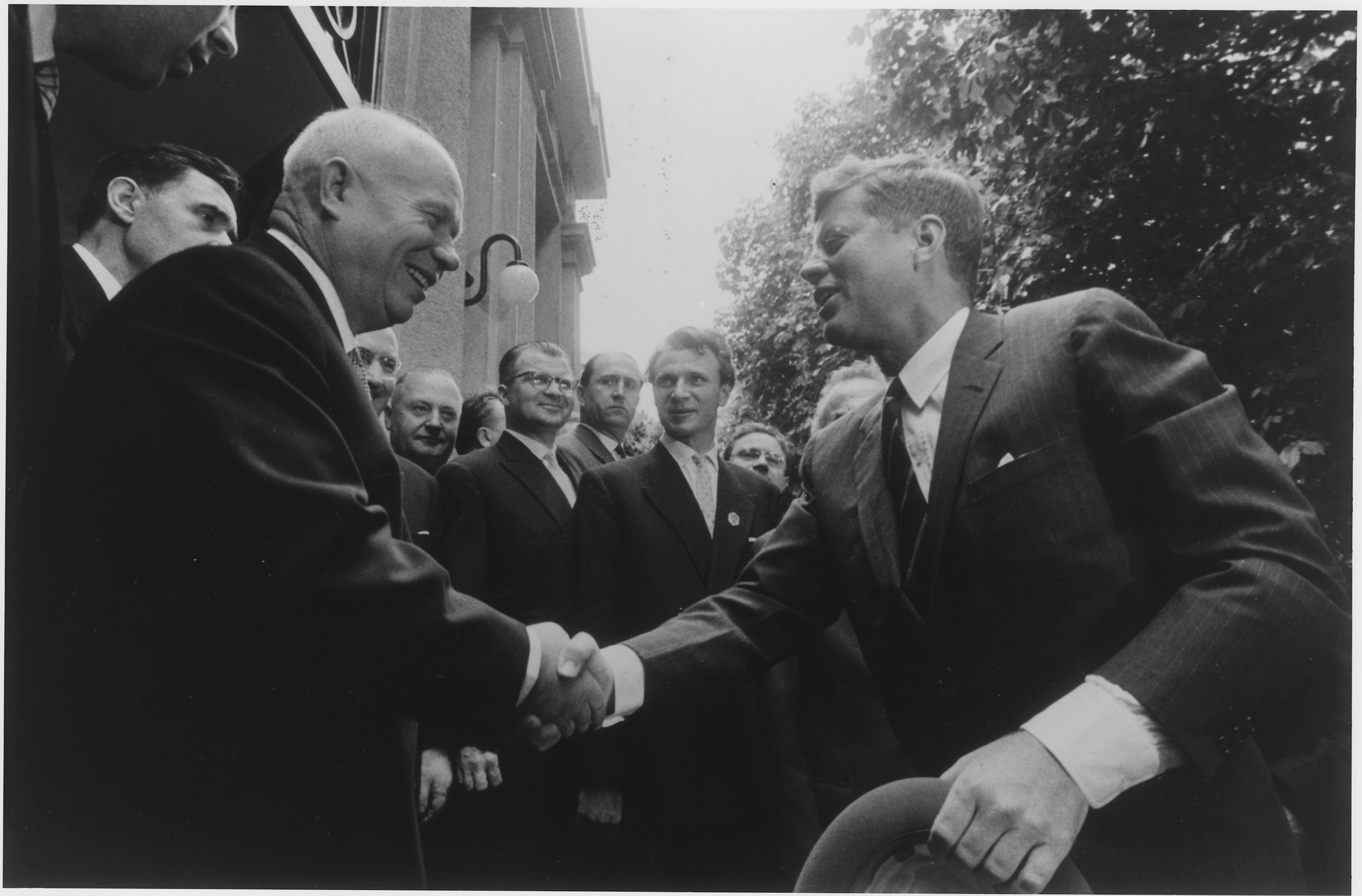
Nikita Sergejevič Chruščov a Kennedy si podávají ruce, 3.-4. června 1961

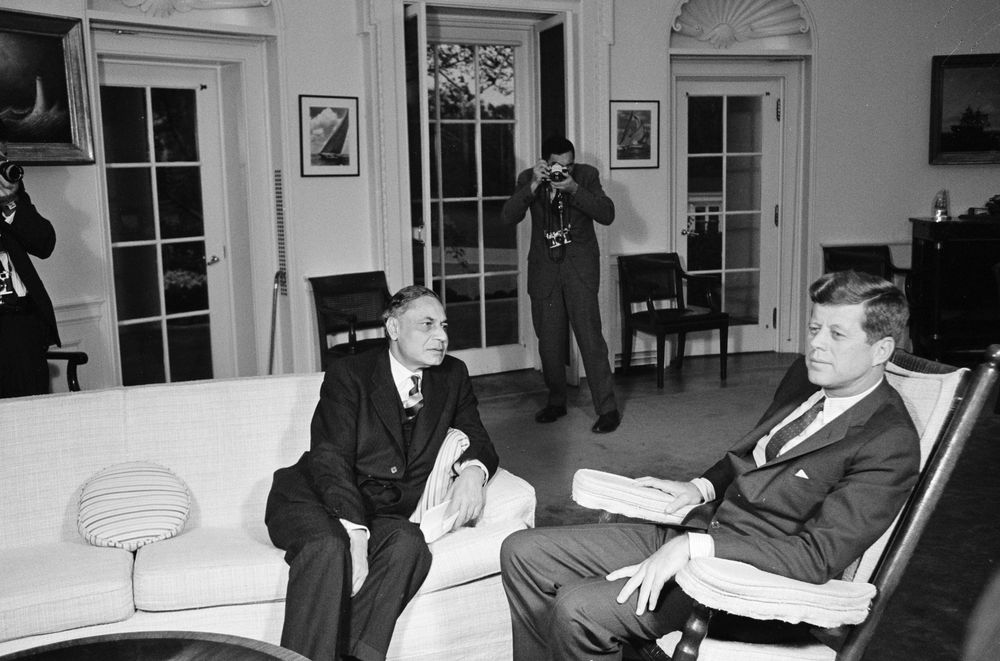
Prezident John F. Kennedy s ambasadorem Indie B. K. Nehruem, Tretick je fotograf uprostřed vzadu, 26. října 1962

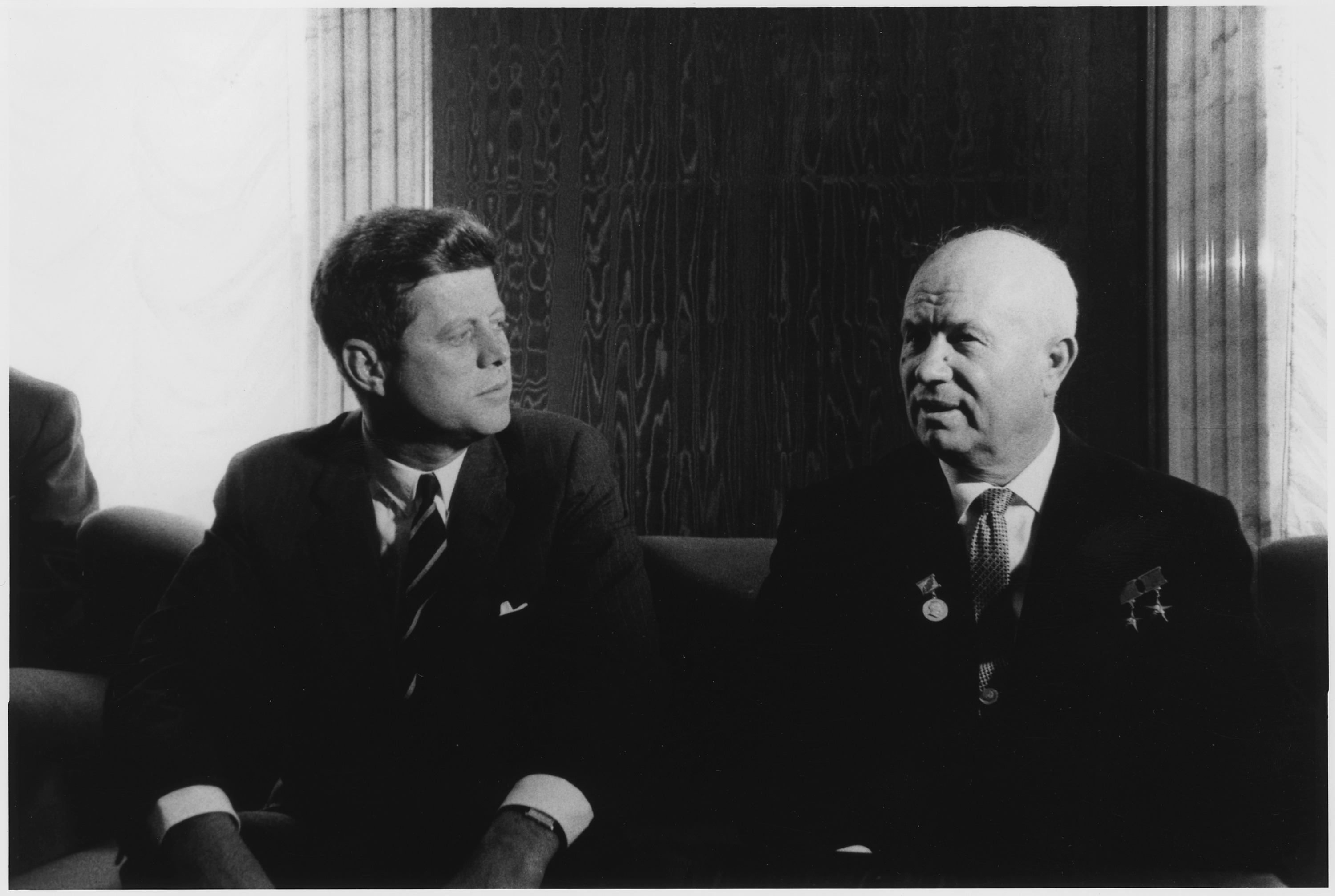
Kennedy a Nikita Sergejevič Chruščov na setkání ve Vídni, 3.-4. června 1961

Aaron Stanley Tretick (21. července 1921 – 23. července 1999) byl americký fotožurnalista, který pracoval pro společnost United Press International, časopisy Look a People. Byl oficiálním prezidentským fotografem od Harryho S. Trumana po George H. W. Bushe. Tretick také pořídil fotografie z natáčení pro mnoho filmů, včetně Všichni prezidentovi muži. Nejznámější je díky fotografiím Johna F. Kennedyho z jeho prezidentské kampaně a následného období ve funkci prezidenta z roku 1960. V závěrečném vydání Look v roce 1971 byl Tretick nazván „fotografickým Boswellem prezidenta Kennedyho.”

## Mládí
Tretick se narodil v Baltimore a vyrostl ve Washingtonu, v roce 1940 absolvoval střední školu. Následně přepisoval novinové články jako copy boy pro deník Washington Post, pak se v roce 1942 připojil k Námořní pěchotě Spojených států amerických. Jako vystudovaný fotograf sloužil během druhé světové války v Tichomoří. Tretick se připojil k Acme Newspictures a fotografoval boje během korejské války.
V roce 1951 byly Tretickovy válečné fotografie na výstavě Korea – The Impact of War (Dopad války v Koreji) v Muzeu moderního umění v New Yorku. Jeho fotografie vojáka zkrouceného zoufalstvím, jak si drží rukama zablácený obličej byla vybrána Military Times jako jedna ze stovky nejtrvalejších snímků zachycených v boji.

## United Press International
Stanley Tretick přešel ke společnosti United Press, která v roce 1952 absorbovala firmu ACME Newspictures, mající zkušenosti s telefotografií. Fotografoval pro Capitol Hill, Bílý dům a dokumentoval prezidentské kampaně padesátých let. V roce 1952 televizní publikum vidělo neohroženého fotografa, kterého násilím ohrožoval šéf mafie před senátem. Po celé zemi se objevila fotografie Treticka, kterého pěstí zasáhl gangster Johnny Dio před výslechovou místností soudu. Tretick si postěžoval: „Nejhorší na tom bylo, že ve chvíli Vašeho napadení nějaký jiný fotograf pořídí exkluzivní reportáž, zatímco Vy máte svázané ruce.“
V roce 1958 byla UP přejmenována na United Press International (UPI), jelikož se sloučila s Hearstovou agenturou International News Service (INS). V roce 1960 pro ně Tretick cestoval se senátorem Johnem F. Kennedym. Tretick měl podle svého cestovního deníku během prezidentské kampaně více kilometrů než kterýkoli jiný fotograf. Fotograf a kandidát se stali přáteli a Tretick během této doby pořídil mnoho důležitých snímků.

## ČasopisLook
Když v roce 1961 Kennedy nastoupil do úřadu prezidenta, společnost UPI žádosti Bílému domu postoupit jim výhradně Treticka nevyhověla. Kennedy řekl Tretickovi, aby získal práci s takovou publikací, která by mu slibovala rozsáhlý dosah. Na tomto základě najal Treticka magazín Look. V důsledku toho se stal Tretick známý fotografiemi prezidenta Kennedyho s jeho dětmi.
Ačkoli prezidentova manželka Jacqueline bojovala za to, aby ochránila mladou Carolinu a Johna juniora před velkou popularitou. Kennedy však věděl, že pro dobré vztahy s veřejností mají fotografie zobrazující jeho mladou rodinu velkou hodnotu. Jak napsala Laura Bergquist z Look o bitvě o Tretickovy fotky Caroliny, Kennedy „byl rozumný muž, otevřený přesvědčování, zvláště v oblasti vlastního zájmu.“ Podle Philipa Brookmana z Corcoranovy galerie umění:
[Tretickovy] fotografie [Kennedyho] publikované v magazínu Look v letech 1961 - 1964 pomáhaly definovat americkou rodinu na počátku šedesátých let a propůjčovaly Kennedymu roztomilou důvěryhodnost, která velmi přispěla k jeho popularitě. Obálka časopisu Look z roku 1962 zobrazuje Kennedyho, který veze svou neteř a synovce v golfovém vozíku v rodinném areálu v Hyannis Portu. Snímek je podobný vlasteneckým ilustrativním obrazům Normana Rockwella, které často zdobily obálky Saturday Evening Post. Tretickovo nezvyklé chápání symbolické hodnoty takových obrazů mu umožnilo zaměřit se na malé humanistické momenty v moci a politice Washingtonu.

V říjnu 1963 Tretick pořídil svou nejslavnější fotografii pro článek o prezidentovi a jeho synovi. Zatímco Jacqueline Kennedyová byla v zahraničí, Tretick měl dovoleno se připojit k otci a synovi při jejich procházkách po chodbách Bílého domu a hraní v Oválné pracovně. Fotografie momentu, kdy John junior vykukoval z pod pracovního stolu prezidenta, zatímco Kennedy seděl vzadu. Když byl Kennedy 22. listopadu 1963 zavražděn, tyto fotografie byly na většině novinových stáncích a pomáhaly vytvořit trvalé vzpomínky na Johna F. Kennedyho.
V roce 1968 Tretick dokumentoval prezidentskou kampaň Roberta F. Kennedyho. Svůj poslední snímek Bobbyho Kennedyho pořídil, když Kennedy šel dolů promluvit ke svým příznivcům po jeho vítězství v primárkách v Kalifornii. J. F. Kennedy byl po této řeči zavražděn. Jedna z Tretickových fotografií Roberta F. Kennedyho byla použita na pamětní známku vydanou v lednu roku 1979.

## ČasopisPeople
V pozdnějších letech Tretick začal trávit více času fotografováním pro filmový průmysl. Kromě své zpravodajské práce Tretick fotografoval pro filmy, přátelil se s Robertem Redfordem, Warrenem Beattym, Dustinem Hoffmanem a dalšími. Jeho první obálka pro časopis Look byla fotografie z filmu Údolí panenek z roku 1967. V roce 1996 časopis Washingtonian napsal, že „jeho kariéra byla jakousi metaforou pro spojení Washington – Hollywood.“
Když se v roce 1971 zakládal časopis Look, patřil Tretick mezi zakládající fotografy časopisu People, ve kterém byl až do roku 1995, kdy odešel do důchodu. Dokumentoval hlavní události jako byly například Aféra Watergate, Írán-Contra nebo jmenování Clarence Thomase Nejvyšším soudcem.
Jimmy Carter nabídl práci Stanleymu Tretickovi, ale tento fotožurnalista prezidenta odmítl se slovy: „Neměl jsem pocit, že by chtěl mít kolem sebe intimního osobního fotografa.“ Výsledkem bylo, že Carter dvorního fotografa neměl až do roku 1981, kdy se do Bílého domu dvorní fotograf vrátil.

## Smrt
Tretick zemřel 21. července 1999 ve věku 77 let, jen několik dní po havárii letadla Johna F. Kennedyho juniora na pobřeží Martha's Vineyard.
Tretick řekl o svém snímku Johna F. Kennedyho juniora pod stolem jeho otce: „Pravděpodobně si mě lidé budou pamatovat díky snímku John Johna.“ A skutečně - většina nekrologů v novinách se o této fotografii zmínila nebo ji otiskly. Ale Dick Stolley z Time, který znal Treticka z časopisů Look a People, znal rozsah Tretickovy práce: „Byl to ten nejneobvyklejší fotograf - muž, který mohl dělat cokoliv – jemné subjekty jako Kennedyho děti, ale i velmi těžké věci.“

## Ocenění
- První cena v kategorii osobnosti, White House News Photographers Association, 1950[35]
- National Headliners Award, 1951[36]
- Druhá cena a čestné uznání ve válečné kategorii, White House News Photographers Association, 1951[37]
- Třetí cena v prezidentské kategorii, třetí cena a čestné uznání v kategorii osobnosti, White House News Photographers Association, 1953[38]
- Druhá cena v kategorii osobnosti, čestné uznání v prezidentské kategorii, a třetí cena v kategorii aktuality, White House News Photographers Association, 1954[39]
- Graflex Achievement Award, 1955[36]
- První cena v prezidentské kategorii a grand award, White House News Photographers Association, 1956[40]
- První cena v kategorii Barva, čestná uznání v kategorii osobnosti a prezidentské kategorii, White House News Photographers Association, 1962[41]
- První cena v color news class, druhá cena za portfolio a čestné uznání v prezidentské kategorii, White House News Photographers Association, 1964[42]
- První cena za obrazový příběh, první cena v kategorii Barva a grand award, White House Photographers Competition, 1966[36]

## Knihy
- A Very Special President (McGraw-Hill, 1965)
- They Could Not Trust the King (Macmillan Publishing, 1974)
- A Portrait of All the President's Men (Warner Books, 1976)
- Capturing Camelot (Thomas Dunne Books, 2012)
- Let Freedom Ring (Thomas Dunne Books, 2013)
- Martin's Dream Day (Atheneum Books pro Young Readers, 2017)

## Výstavy
- Corcoran Gallery of Art, Washington, D. C. (1. července – 7. října 2002), The Kennedy Years[43]
- Sixth Floor Museum at Dealey Plaza, Dallas, Texas (2003), The Kennedy Years[44]
- 1911 Historic City Hall Arts & Cultural Center, City of Lake Charles, Louisiana(28. ledna – 1. dubna 2006), Bobby, Martin & John: Once Upon an American Dream[45]
- University of Texas-Pan American, Edinburg, Texas (2. února – 28. dubna 2006), Surrendering the White House: Exploring Watergate[46]
- Dean Lesher Regional Center for the Arts, Bedford Gallery, Walnut Creek, Kalifornie(5. února – 16. dubna 2006), The Kennedy Years[47]
- DuSable Museum of African American History, Chicago, Illinois (10. ledna – 1. června 2008), And Freedom For All: The March on Washington for Jobs and Freedom[48]
- Frazier International History Museum, Louisville, Kentucky (18. května – 5. října 2008), Bobby, Martin & John: Once Upon an American Dream[49]
- Martin Luther King, Jr., National Historic Site, Atlanta, Georgie (19. listopadu 2008 – 28. února 2009), Bobby, Martin & John: Once Upon an American Dream[50]
- Dale Mabry Campus Art Gallery, Hillsborough Community College, Tampa, Florida (20. ledna – 18. února 2009), And Freedom For All: The March on Washington for Jobs and Freedom“[51]
- The Coventry Cathedral, Coventry, Anglie (18. ledna – 5. března 2010), And Freedom For All: The March on Washington for Jobs and Freedom[52]
- The Richard F. Brush Art Gallery, St. Lawrence University, Canton, New York (18. ledna – 25. března 2010), And Freedom For All: The March on Washington for Jobs and Freedom[53]
- Southern Vermont Arts Center, Manchester, Vermont (červenec 3 – 12. září 2010), Bobby, Martin & John: Once Upon an American Dream[54]
- The Centre Gallery at the University of South Florida, Tampa, Florida (18–28. ledna 2011), And Freedom For All: The March on Washington for Jobs and Freedom[55]
- Nova Southeastern University, Fort Lauderdale, Florida (3. února – 31. března 2011), And Freedom For All: The March on Washington for Jobs and Freedom[56]
- St. Mark A. M. E. Church, Milwaukee, Wisconsin (16–20. ledna 2012), And Freedom For All: The March on Washington for Jobs and Freedom[57]
- Griot Museum of Black History, St. Louis MO (březen 2012), And Freedom For All: The March on Washington for Jobs and Freedom[58]
- Nathan D. Rosen Museum Gallery at the Levis JCC Sandler Center, Boca Raton, Florida (11. listopadu 2012 – 15. února 2013), From Camelot to Hollywood-Iconic America: A photographic exhibition of Stanley Tretick's Iconic Images[59]
- The Bureau of Land Management, Red Rock Canyon National Conservation Area Visitor Center, Las Vegas, NV (18. ledna – 18. února 2013), Let Freedom Ring: Stanley Tretick's Iconic Images of the March on Washington[60]
- Eastern Mennonite University, Harrisonburg, Virginie (7. – 31. ledna 2013), And Freedom For All: The March on Washington for Jobs and Freedom[60]
- Glen Cove Holocaust Memorial and Tolerance Center, Glen Cove, New York (3. – 28. února 2013), And Freedom For All: The March on Washington for Jobs and Freedom[61]
- The William Jefferson Clinton Presidential Library & Museum, Little Rock, Arkansas (10. srpna – 17. listopadu 2013), And Freedom For All: The March on Washington for Jobs and Freedom[62]
- Walter J. Manninen Center for the Arts, Endicott College, Beverly, Massachusetts(October 1 – December 20, 2013), Capturing Camelot: Stanley Tretick's Iconic Images of the Kennedys[63]
- Temecula Valley Museum, Temecula Kalifornie(10. srpna – 29. září 2013), And Freedom For All: The March on Washington for Jobs and Freedom[64]
- Univerzita George Washingtona, Gelman Library, Washington, DC (15. srpna – 30. září 2013), Let Freedom Ring: The March on Washington for Jobs and Freedom[65]
- New England Museum Association convention, Newport, Rhode Island (2013), Capturing Camelot: Stanley Tretick' Iconic Images of the Kennedys[66]
- West Baton Rouge Museum, Port Allen, Texas (28. září – 29. prosince 2013), Capturing Camelot: Stanley Tretick's Iconic Images of the Kennedys[67]
- Rose Center, Morristown, Tennessee (leden – únor 2014), Let Freedom Ring: The March on Washington for Jobs and Freedom [68]
- Visual Arts Center of Northwest Florida, Panama City, Florida (27. června – 22. srpna 2014), Capturing Camelot: Stanley Tretick's Iconic Images of the Kennedys[69]
- Marion County Public Library, Fairmont, WV (2. ledna – 4. března 2015), Let Freedom Ring: The March on Washington for Jobs and Freedom[70]
- The Schumacher Gallery, Capital University, Columbus, Ohio (19. ledna – 25. března 2015), Capturing Camelot: Stanley Tretick's Iconic Images of the Kennedys“[71]
- Futernick Art Gallery, Dave and Mary Alper Community Center, Miami Beach, Florida (23. února – 3. května 2015), Warhol and Wyeth: Behind the Scenes of the Factory Portraits[72]

## Sbírky
- John F. Kennedy Presidential Library and Museum, Boston.
- Knihovna Kongresu, Washington D.C.
- Ronald Reagan Presidential Library, Simi Valley, Kalifornie.

## Filmová a divadelní fotografie
- ...a spravedlnost pro všechny
- 1776 (muzikál)
- Všichni prezidentovi muži
- Autor! Autor!
- Psanec Barbarosa
- Brubaker
- Nebeská brána
- Hrdina proti své vůli
- Ishtar
- Král cikánů
- Mister Lincoln (hra, Fordovo divadlo, 1980)[73]
- Mercy or Murder[74]
- Paní Soffelová
- Nashville Girl
- Rudí
- Sedm květnových dní
- Střílejte na měsíc
- Učitelé
- Kandidát
- Čínský syndrom
- Elektrický jezdec
- Vymítač ďábla III
- The Legend of the Lone Ranger (Legenda o osamoceném jezdci)
- Muž, který nebyl
- Řeka
- Záměna
- Městský kovboj
- Údolí panenek
- Svědek
- Rok Draka